# Fallgatter
Das Fallgatter (auch Fallgitter) ist Bestandteil der Torkonstruktion spätantiker und mittelalterlicher Stadtbefestigungen und Burgen.
Fallgatter bestehen in der Regel aus gitterförmig zusammengefügten Holzbalken, die oft noch durch Eisenbeschläge verstärkt sind. Das Gatter wird vertikal bewegt und dabei meistens in seitlichen Mauerrinnen geführt. Mit Hilfe von Ketten und Wellen wird es aufgezogen und hinuntergelassen.
Die stabile Holzkonstruktion kann sehr schnell hinuntergelassen werden und verstärkt im geschlossenen Zustand das Tor. Das Fallgatter kann auch dazu verwendet werden, um bereits in das Torhaus eingedrungene Gegner am Rückzug zu hindern.

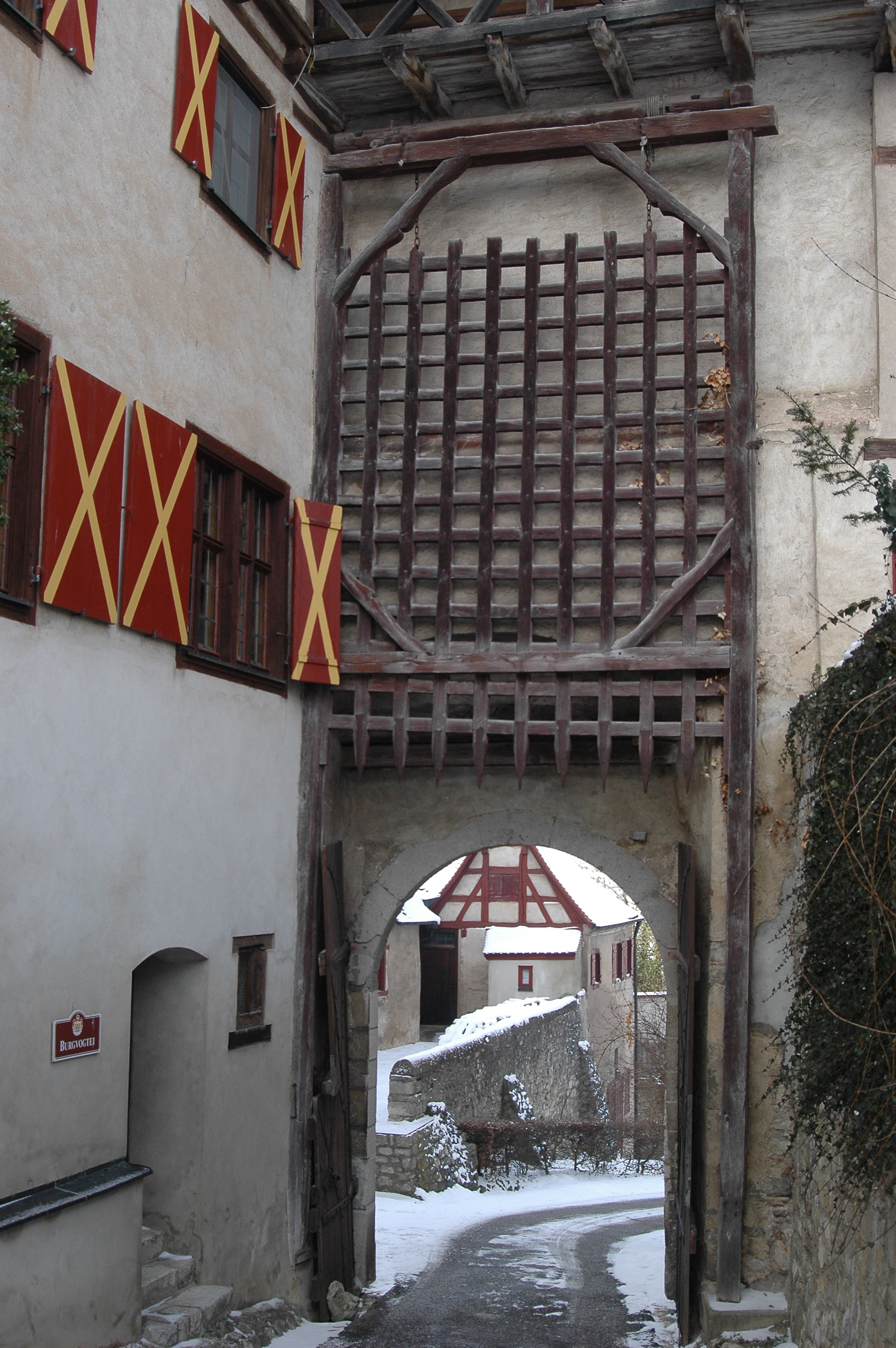
Fallgatter auf der Burg Harburg (Schwaben), Innenseite
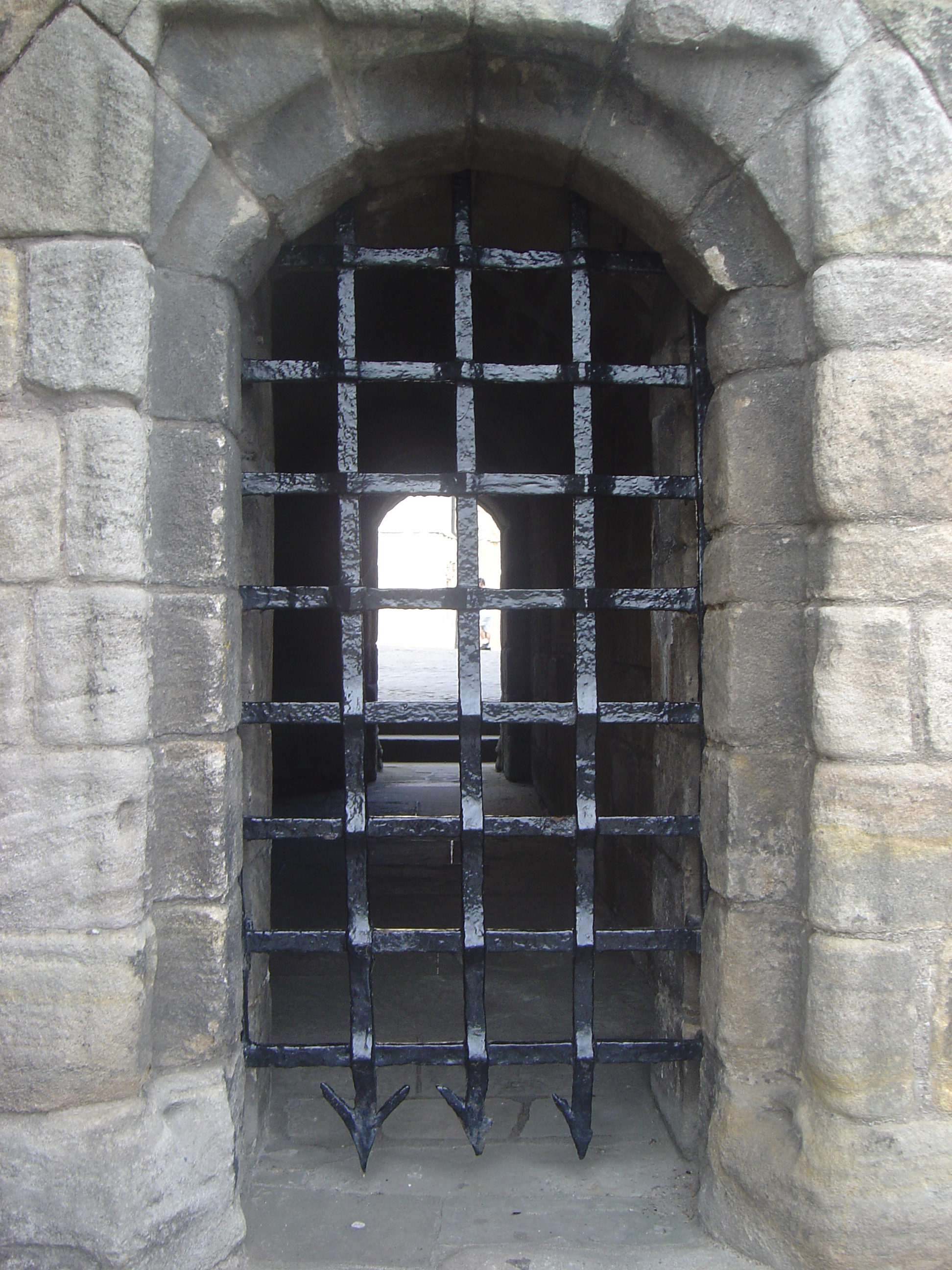
Eisernes Fallgatter auf Stirling Castle
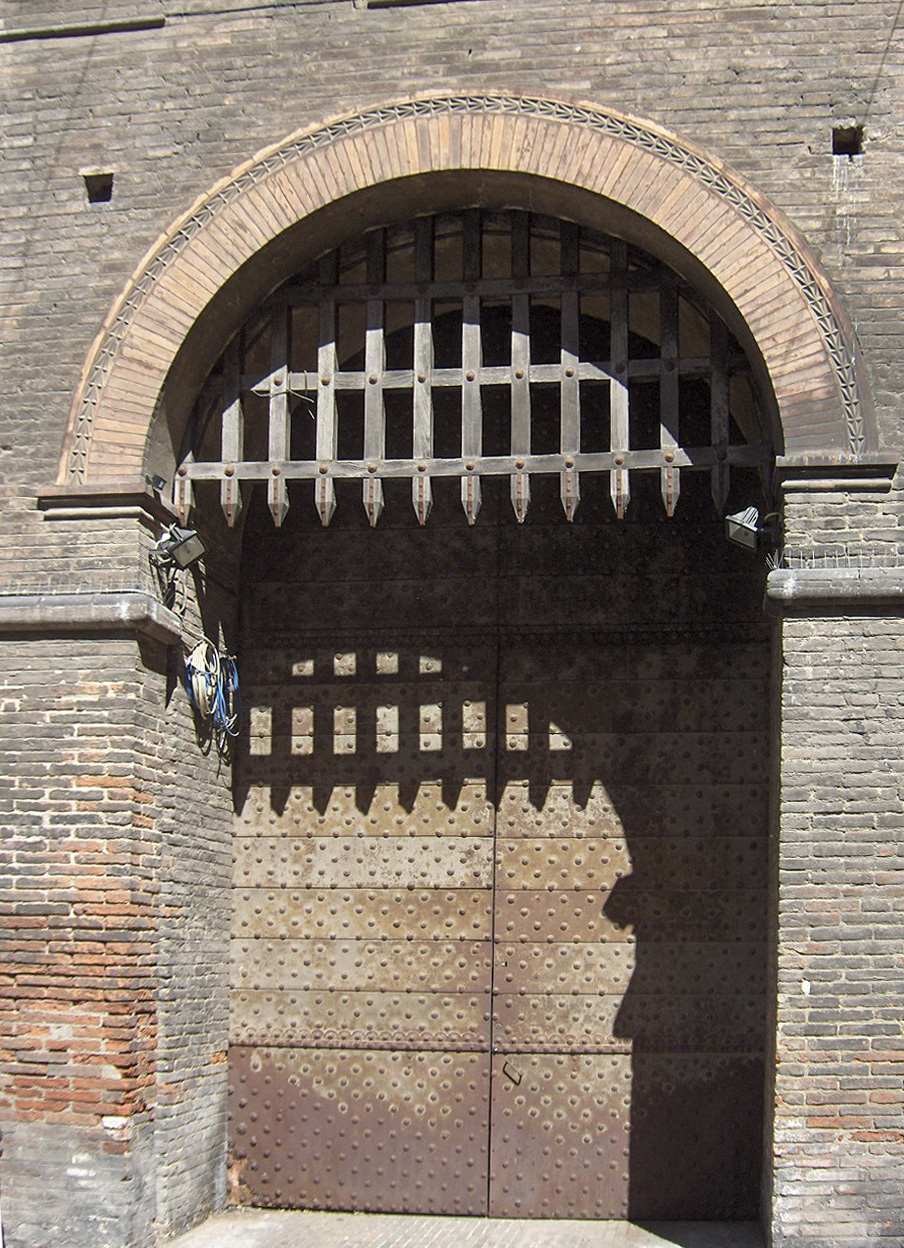
Fallgatter am Palazzo d’Accursio, Bologna
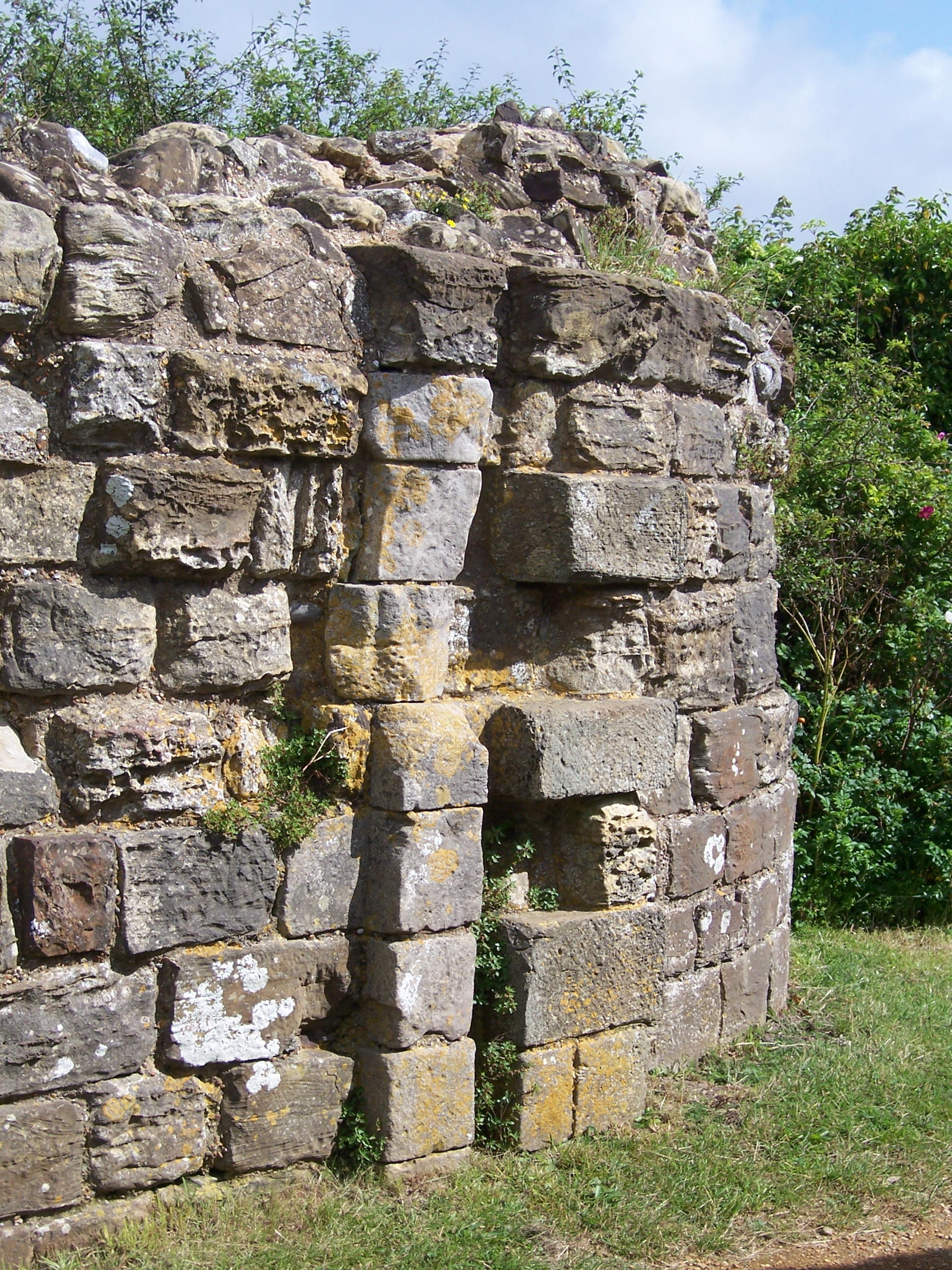
Mauerrinnen eines Fallgatters der Burgruine in Hastings
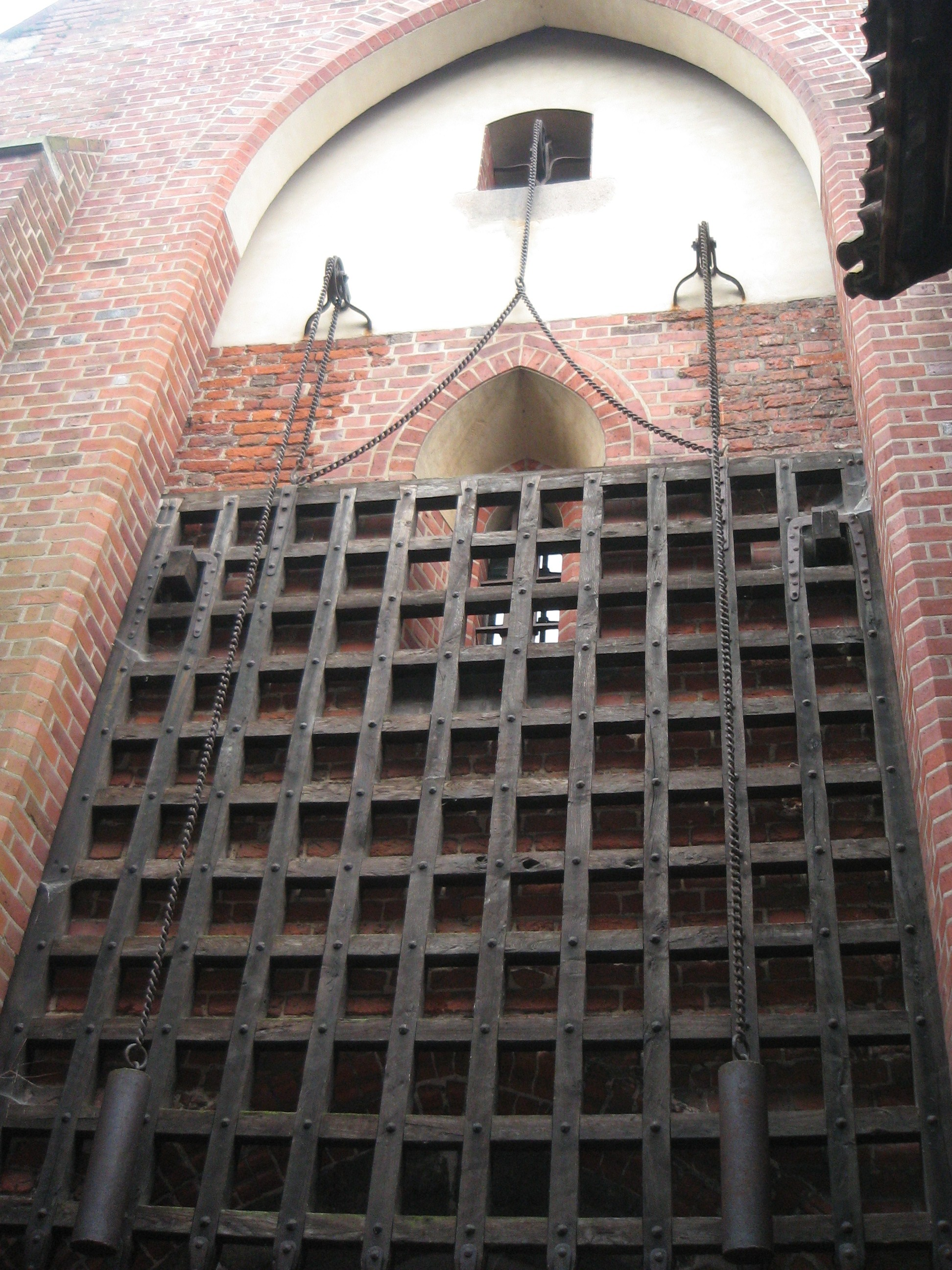
Das Fallgatter am Tor der Marienburg an der Nogat
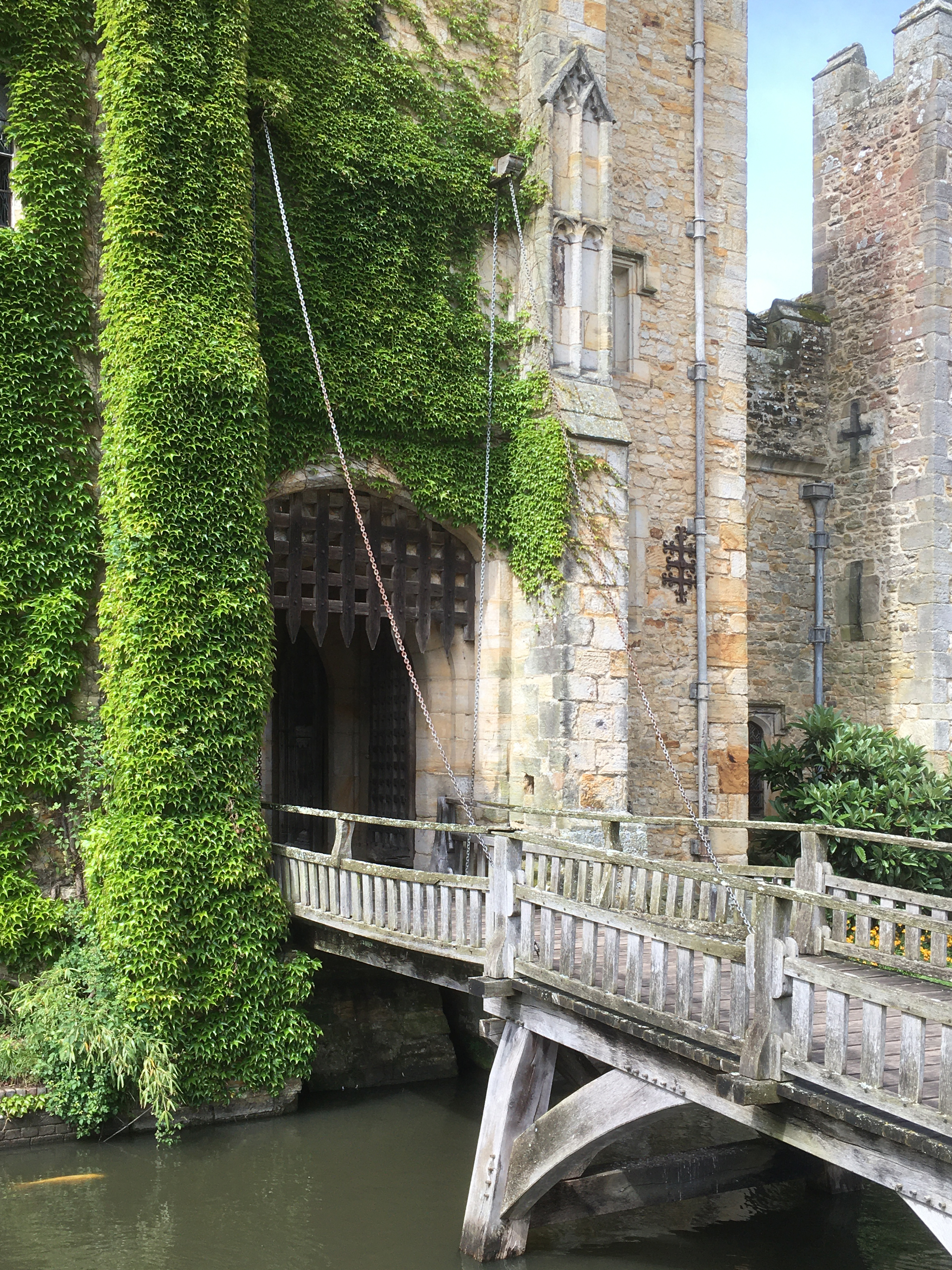
Torhaus, Zugbrücke und Fallgatter, Hever Castle, England